# The Fast and the Furious (film, 1954)
Pour les articles homonymes, voir The Fast and the Furious.
Pour plus de détails, voir Fiche technique et Distribution.
The Fast and the Furious est un film américain réalisé par John Ireland, sorti en novembre 1954.

## Synopsis
Connie, sur le chemin qui la mène à une course de voitures à laquelle elle doit participer avec sa Jaguar blanche, fait un arrêt dans un diner. Un client, Frank Webster, qui s'est échappé de prison, y assomme un autre homme qui l'a reconnu. Prenant Connie en otage, il s'enfuit avec elle dans sa Jaguar, dans l'objectif de rejoindre le Mexique. 
Webster explique qu'il a été accusé à tort de meurtre ; il a préféré fuir avant le procès de crainte d'être condamné. Connie, tout en essayant plusieurs fois de lui échapper, finit par croire à son histoire et tous deux deviennent de plus en plus proches.
Webster s'inscrit à la course, dont le tracé pourrait lui permettre de passer au Mexique. Après avoir réussi le tour de qualification avec Connie dans la voiture, il enferme celle-ci dans une maison afin de participer seul à la course. Connie réussit toutefois à s'échapper en allumant un feu et appelle la police. Elle emprunte elle-même une voiture de course et rejoint Webster au moment où il secourt un policier qui est tombé dans un ravin en le poursuivant. Webster tombe d'accord avec elle : il est préférable de se rendre et d'affronter le jury.

## Fiche technique
- Titre : The Fast and the Furious
- Réalisation : John Ireland, Edward Sampson
- Scénario : Jerome Odlum et Jean Howell d'après Roger Corman
- Photographie : Floyd Crosby
- Musique : Alexander Gerens
- Société de production : Palo Alto Productions
- Société de distribution : Metro-Goldwyn-Mayer
- Genre : Film dramatique, Film policier, Thriller
- Durée : 73 minutes
- Date de sortie : 
  - États-Unis : novembre 1954

## Distribution
- John Ireland : Frank Webster
- Dorothy Malone : Connie Adair
- Bruce Carlisle : Faber
- Iris Adrian : Wilma Belding
- Marshall Bradford : Mr. Hillman - Race Marshal
- Bruno VeSota : Bob Nielson - Truck Driver (as Bruno Ve Sota)
- Byrd Holland : Docteur
- Larry Thor : Detective Sergeant
- Henry Rowland : Faraday - Motorist in Park
- Jean Howell : Sally Phillips
- Dick Pinner : State Trooper (as Richard Pinner)
- Robin Morse : Gas Station Attendant
- Lou Place : Det. Faraday
- Snub Pollard : Park Caretaker